# 完整晶体
完整晶体（英語：Perfect crystal）指不存在点缺陷，线缺陷和面缺陷等类型晶体缺陷的晶体。由于在结晶时不可能排除造成晶体缺陷的因素，因而在现实中，完整晶体并不存在。但这一假象概念对于热力学定律的表述非常重要。
在晶体学中，其可以被用来指不存在线缺陷和面缺陷的晶体，因为对于不存在其他类型晶体缺陷的晶体，少量的点缺陷是难以测定的。
晶体缺陷可由于重力因素产生。因而在像国际空间站或太空这种零重力环境中，可以制得接近完整晶体的较为理想的晶体。。

## 参阅
- 晶体
- 晶体缺陷